# Émile Ferré
Pour les articles homonymes, voir Ferré.
Émile Ferré, né le 18 septembre 1861 à Levroux  dans le département de l'Indre et mort le 17 août 1944 dans le 9e arrondissement de Paris, est un journaliste français, directeur et rédacteur en chef de journal.

## Biographie
Louis Émile Ferré naît le 18 septembre 1861 à Levroux  dans le département de l'Indre du mariage de Paul Alexandre Ferré, facteur rural, et de Julienne Caroline Fauchais. Il épouse le 27 octobre 1888, à Laval dans le département de la Mayenne, Jeanne Marguerite Kavanagh.
Il débute dans la presse en 1883 en collaborant à divers journaux du Centre puis devient correcteur d'imprimerie à Châteauroux, ensuite, il est, en 1884, employé à Paris où il donne des notes au Cri du Peuple, en 1886, à L'Avenir de la Mayenne, quotidien et hebdomadaire, comme secrétaire de la direction, en 1888, rédacteur en chef du Ralliement (quotidien) et de L'Indépendance de l'Ouest à Angers, en 1889, rédacteur en chef du Phare de la Manche à Cherbourg et en 1893, rédacteur en chef du Grand Écho du Nord, à Lille, où il passera 46 ans et où il siègera au conseil d'administration jusqu'à sa mort.
Il est copropriétaire et rédacteur des journaux, L'Avenir de la Mayenne (Laval), Le Patriote de Bretagne (Vitré) et Le Progrès de Château-Gontier. Il est copropriétaire de l' « imprimerie moderne » à Laval.
Il est président du syndicat de la presse départementale, membre de la presse républicaine départementale et membre de l'association des journalistes républicains français, puis en devient le président à partir de 1926.
Il est secrétaire général de l'association des otages de représailles.
Il est membre du Conseil des SSM depuis 1925.
Il est élu, le 24 août 1935, membre titulaire de la Société académique du Touquet-Paris-Plage, il y est accueilli lors de la réunion du 9 septembre 1935 à l'hôtel de ville par son président Édouard Champion.
En 1935, il habite L'Écho du Nord, au no 8 grande-Place à Lille, et a une résidence secondaire, Villa Crossway, avenue Douglas Haig (avenue du Maréchal-Foch, aujourd'hui), au Touquet-Paris-Plage.
Il est domicilié au no 44, rue Madame dans le 6e arrondissement de Paris.
Il meurt le 17 août 1944 dans le 9e arrondissement de Paris et est inhumé le 21 août 1944 au cimetière des Batignolles et transporté le 27 juillet 1946 dans l'ancien cimetière de Saint-Jean-le-Thomas en Normandie,.

## Publications
- Question d'enseignement, commentaires de la Loi sur l'organisation primaire (1886) avec préface de Georges Martin, sénateur de la Seine, deux brochures
- Pour et contre le baccalauréat et Lettre à un instituteur, des poésies (Vannier) Miracle d'Amour, Autour de mon Village et L'Amoureuse Chanson, Croquis et notes d'Occupation (1 vol. Taillandier)
- La vie à Lille sous l'Occupation et Nos étapes et représailles en Lithuanie (1 vol.)[2].

## Distinctions
Émile Ferré est nommé chevalier dans l'ordre national de la Légion d'honneur en 1910, puis officier par décret du 30 octobre 1920 et commandeur par décret du 10 août 1929, est fait officier d'académie, et décoré de la médaille d'or de la mutualité en 1926 et de la médaille d'or de la mutualité et de la prévoyance sociale en 1927.

## Pour approfondir